# La Souris verte
Pour les articles homonymes, voir souris (homonymie).
La Souris verte est une série télévisée jeunesse québécoise en noir et blanc diffusée du 5 décembre 1964 au 28 mai 1971 à la Télévision de Radio-Canada.

## Synopsis des saisons 1964-1965 et 1965-1966
Lors de la première et de la deuxième saison de La Souris verte, la diffusion était uniquement les samedis de 12 h à 12 h 30. L'animatrice était Claudia Lamarche et l'émission se voulait une initiation à la maternelle. Quelques enfants participaient à l'émission. La réalisatrice était Micheline Latulippe.
La Souris verte était uniquement représentée sous la forme d'un petit animal en tissu. Il faudra attendre la troisième saison pour que La Souris verte devienne un personnage. L'émission débutait par une petite comptine intitulée Dix moutons et que chantait la Souris verte ; les paroles de cette comptine sont les suivantes :
« Dix moutons, neuf moineaux, huit marmottes, sept lapins, six canards, cinq fourmis, quatre chats et trois poussins, deux belettes et une souris... une souris verte ».
La série a débuté sur les ondes de la Télévision de Radio-Canada le 5 décembre 1964.
Source : La Semaine à Radio-Canada et Ici Radio-Canada - horaire de la télévision

## Distribution

### Principaux personnages
- Louisette Dussault : la Souris verte (tous les épisodes à compter de la saison 1966-1967.)
- Claude Grisé : le Chat (1966-1967), Gazou, Touchatou (1967-1970), Mme Tricotine (1969-1970), L'Agent Teuf'Teuf (ou Teuf-Teuf ou encore Teuf-teuf, selon les sources) (1970-1971) et la voix d'Angelo
- Louis de Santis : le brocanteur

### Personnages secondaires
- Madeleine Arsenault: Tasila et la boulangère
- Jean-Luc Bastien : L’oiselier
- Marie-France Beaulieu : Mlle Kiko
- Claude Brabant: Bilou 5 foins (également écrit Bilou 5foins, Bilou 5 Foins ou Bilou 5-Foins) (1969-1970)
- Marc Briand : M. Copeau
- Jean Brousseau: voix de Fado
- Yvan Canuel : M. Petit-Salé
- André Cartier: le garde-chasse
- Monique Chabot: Fanfou
- Paul Couture: Pinceau
- Louise Deschâtelets: Bilou 5 foins (également écrit Bilou 5foins) (1970-1971) et la spéléologue
- Michèle Deslauriers: marionnettiste
- Michel Dumont: le boulanger
- Robert Duparc : Fenouil et M. Sardine
- Jean Faubert : M. Cresson
- Suzanne Garceau: Mme Pique
- Alain Gélinas: Grain d'sel
- Micheline Gérin : Voix de Confetti
- Claudia Lamarche : dans son propre rôle (1965-1967)
- Madeleine Langlois : la marchande de légumes
- Françoise Lemieux : Makita
- Serge L'italien: Gargouille (première partie de la saison 1968-1969)
- Claude Maher: le cordonnier, M. Bottine
- Claire Marcil: dans son propre rôle (1966-1967)
- Louise Matteau: Madame Louise, Mme Cresson et voix de Brin'belle (selon les sources, le nom peut s'écrire Brin-Belle[13] ou encore Brinbelle)
- Claude Michaud: Soleil et YaYa
- Marie-Claire Nolin: La Gazelle (1968-1969)
- Ginette Pageau: Mme de la Carabine
- Ghislaine Paradis : Mlle Églantine
- Gilles Renaud: Coco-Marsouin et commandant Hublot
- André Richard: Turlututu
- Monique Rioux : Mme Berlingot
- Iolande Rossignol: dans son propre rôle. Note: Rossignol est le nom de son époux. Son nom est Iolande Cadrin. Elle peut avoir également été créditée sous Yolande Rossignol
- Hélène Roy : Kiki
- Réjean Roy: Gip
- François Tassé: Gargouille (deuxième partie de la saison 1968-1969) et L'agent Teuf'Teuf (ou Teuf-Teuf ou encore Teuf-teuf selon les sources) (1969-1970)
- Robert Toupin : Bobi, Fanfou et Fougère
- Gisèle Trépanier : Mme Gigi
- Suzanne Vertey : Mme Trébuchet

Autre personnage: Croqueson et Gamin (le petit chien de la Souris verte)

## Texte et Réalisation
Texte : Marie Racine, Line Chabo, Ray-Marc Dubé et Pierrette Beaudoin
Réalisation : Gilles Sénécal, Thérèse Patry, Raymonde Boucher, Louise Joubert-Gill, Jean Gaumont, Renault Gariépy (1970-1971) et Guy Hoffmann

## Équipe technique
Marie-Andrée Lainé création du premier costume de la Souris verte.
Maurice Day: décorateur attitré
Paul Couture dessinateurs et illustrateur attitré
André Gagnon, Pierre Brabant et Aurèle Lacombe : Musique

## Discographie et Vidéographie
Disques 33 tours
- 1969 « La Souris Verte ». Face A : Dix moutons – Pâques est revenu – Coccinelle – Vive l'eau – J'allume une étoile – Le cordonnier – Le train – Les roues – Les autos – Le magasin à rayon – Yac yac yac; Face B : L'été – La chanson de Fernanco – Au marché – Les légumes – Un petit cochon d'Inde – La cloche de l'école – Mon avion – Sur le St-Laurent – Tap tap beau cavalier – La claquette – L'automne – Les mois de l'année. (La Souris : Louisette Dusseault; texte d'enchaînement et paroles des chansons : Marie Racine; accompagnement musical : André Gagnon) (Stereo Harmonie, HFS 9047, Columbia Records[17])
- 1972 « La Souris Verte ». Face A : Une Souris verte – La chanson de Brin-Belle – À la ferme de Turlututu – La tortue et le lièvre – Le dîner des ratons laveurs – La Souris verte en forêt – La papoose; Face B : Parfois la mer – Le lion fait sa ronde – Je connais un menuisier – Le bip bip des machines – Mon piano – La ronde du système solaire. (La Souris verte : Louisette Dusseault; Brin-Belle : Louise Matteau; texte d'enchaînement et paroles des chansons : Marie Racine; accompagnement musical : Pierre Brabant) (Caparo, CO 502, RCA[18])

VHS
Les grandes émissions jeunesse de Radio-Canada, SRC Video, année indéterminé (vers 1996)
- Volume 2 : 1. Fanfreluche : La belle au bois dormant; 2. La Souris Verte : La Margarotte[19]; 3. Bobino; 4. Marie Quat’Poches : La course aux timbres

DVD
Radio-Canada : Cinquante ans de grande télévision jeunesse, Imavision, 2007 (incluant diverses séquences d’archives inédites en DVD, biographies, quiz et synopsis)
- Disque 1 : 1. Pépinot : Le pont de la rivière; 2. La Boîte à Surprise - Le Pirate Maboule : Loup-Garou garde le magasin; 3. La Boîte à Surprise - Marie Quat’Poches : Le pique-nique; 4. Sol et Gobelet : Le fakir
- Disque 2 : 1. Le Major Plum Pouding : La double trahison; 2. La Souris Verte : Le conte d’amateur[20]; 3. Picotine : La limonade miracle; 4. Picolo : Le faux dentiste
- Disque 3 : 1. Bidule de Tarmacadam : Le combat de boxe; 2. La Ribouldingue : Une personne sonne; 3. Grujot et Délicat : Le hot-dog; 4. Fanfreluche : La perle ; 5. Bobino : Les vacances (dernier épisode de la série Bobino)